# 加维尔-瓦塞姆
加维尔-瓦塞姆（法語：Gasville-Oisème，法語發音：[ɡavil wazɛm]）是法国厄尔-卢瓦省的一个市镇，位于该省中东部，属于沙特尔区和沙特尔城市圈公共社区。该市镇由加维尔（Gasville）和瓦塞姆（Oisème）两个村镇组成。

## 地理
加维尔-瓦塞姆（48°28'7"N, 1°32'12"E）面积9.09 平方千米，位于法国中央-卢瓦尔河谷大区厄尔-卢瓦省，该省份为法国北部内陆省份，北起顺时针与厄尔省、伊夫林省、埃松省、卢瓦雷省、卢瓦-谢尔省、萨尔特省和奧恩省接壤。
与加维尔-瓦塞姆接壤的市镇（或旧市镇、城区）包括：尚福勒、沙特尔、诺让勒费、科尔坦维尔、圣普雷。
加维尔-瓦塞姆的时区为UTC+01:00、UTC+02:00（夏令时）。

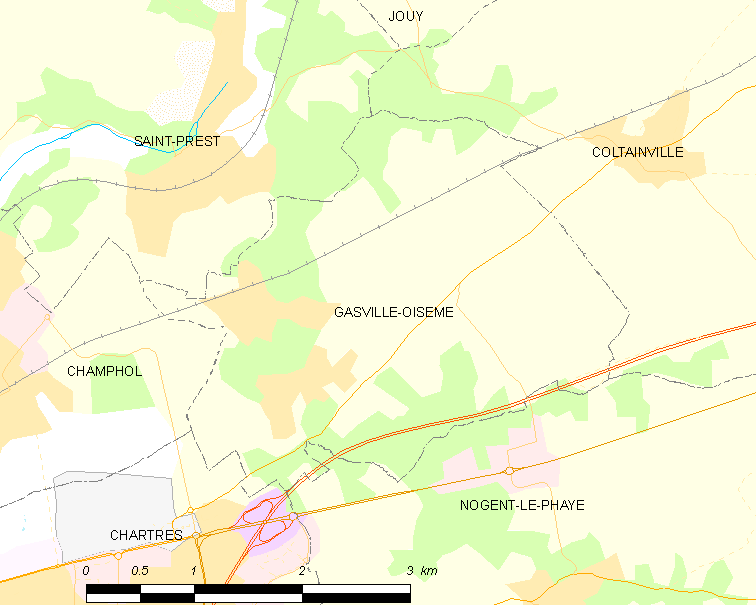
加维尔-瓦塞姆的OSM定位图

## 行政
加维尔-瓦塞姆的邮政编码为28300，INSEE市镇编码为28173。

## 政治
加维尔-瓦塞姆所属的省级选区为沙特尔第一县。

## 交通
厄尔-卢瓦省省道D32线和D136线在市中心交汇。

## 人口

1962-2008年间加维尔-瓦塞姆人口变化图示

加维尔-瓦塞姆于2022年1月1日时的人口数量为1474人。